# Phytomyza orlandensis
Phytomyza orlandensis är en tvåvingeart som beskrevs av Spencer 1973. Phytomyza orlandensis ingår i släktet Phytomyza och familjen minerarflugor.
Artens utbredningsområde är Florida. Inga underarter finns listade i Catalogue of Life.